# Регби Европы
Регби Европы (англ. Rugby Europe) — спортивная организация, управляющая регби в Европе и некоторых западных регионах Азии. Объединяет национальные регбийные федерации европейских стран, занимается организацией европейских соревнований сборных и клубов по регби и регби-7.
Предшественницей Регби Европы была Международная федерация любительского регби (ФИРА). ФИРА была создана в 1934 году для продвижения, организации и управления регби в Европе вне полномочий Международного совета регби (ИРБ), а позже распространила своё влияние и на другие континенты. В конце 1990-х по соглашению с ИРБ ФИРА стала только европейской организацией, а также изменила своё название на ФИРА-АЕР (Международная федерация любительского регби — Европейская ассоциация регби). В 2014 году федерация провела ребрендинг, изменив название на более простое — Регби Европы.
До объединения с ИРБ ФИРА была самой распространённой международной регбийной организацией в мире, отчасти потому, что ИРБ был сосредоточен на англоязычных странах (Англия, Ирландия, Уэльс, Шотландия, Австралия, Новая Зеландия, ЮАР) и Франции. ФИРА поспособствовала распространению регби за пределы англосферы.

## История

### Создание ФИРА
Международная федерация любительского регби (фр. Fédération Internationale de Rugby Amateur, FIRA) появилась из-за англо-французских разногласий. В 1931 году сборную Франции исключили из главного европейского соревнования Кубка пяти наций (Англия, Ирландия, Уэльс, Шотландия и Франция), в котором она участвовала с 1910 года.
Стремясь не потерять международные связи и поддержать уровень сборной, Франция стала искать новых партнёров. После подготовительного совещания 4 сентября 1933 года в Турине были проведены учредительные конференции новой спортивной организации. 2 января 1934 года в Париже и 24 марта того же года в Ганновере. Членами-основателями ФИРА стали 10 национальных федераций: Бельгия, Германия, Франция, Италия, Каталония, Нидерланды, Португалия, Румыния и Испания. 10 июня о создании ФИРА объявил Официальный журнал Французской республики. Первым президентом стал француз Роже Данту (фр. Roger Dantou).
Количество международный матчей между членами ФИРА увеличилось. Принимались попытки создания Чемпионата Европы, было проведено несколько турниров: в мае 1936 — Олимпийский турнир в Берлине, в октябре 1937 — Турнир World Expo в Париже и в мае 1938 — Кубок трёх наций в Бухаресте. Сильнейшей сборной была команда Франции.
Но вскоре последовали неудачи: Гражданская война в Испании (1936—1939) помешала дальнейшему участию Испании и её автономной области Каталонии (после войны автономия была ограничена и федерация перестала существовать). Потом началась Вторая мировая война и международное спортивное сотрудничество прекратилось.

### Послевоенное положение
В 1947 году Франция была снова принята в Кубок пяти наций, что значительно снизило её интерес к ФИРА. Спортивное превосходство Франции над другими членами федерации продолжало увеличиваться и до 1969 года в турнирах ФИРА принимает участие только вторая сборная Франции. Спортивное превосходство, незаинтересованность и большой вес голоса Франции в сравнение с другими членами ФИРА мешали развитию организации. В последующие годы в ФИРА вступили восточноевропейские страны (Чехословакия (1948), ГДР (1956), Польша (1957), Болгария (1964) и Югославия (1967), а также Марокко (1957) и Швеция (1958). В 1952 и 1954 годах состоялись розыгрыши Кубка Европы, но турнир так и не стал постоянным.
В 1965 году было принято решение о регулярном проведении (начиная с 1966 года) европейского Кубка наций. В 1970 году состоялся первый юношеский чемпионат, предшественник Молодёжного чемпионата мира по регби. С сезона 1973/74 Кубок наций был преобразован в Чемпионат ФИРА с системой лиг (с выбыванием и повышением между тремя дивизионами).
Эти турниры активизировали контакты между странами и сделали ФИРА более привлекательной. В 1970-х в федерацию вступили Дания, Люксембург, Швейцария, Советский Союз и Тунис.

### Расширение
До этого момента членами ФИРА были только европейские страны (Марокко и Тунис рассматривались как останки французской колониальной империи), но в 1980-х началась экспансия ФИРА за границы Европы. Развернулась гонка между ФИРА и Международным советом регби-футбола за статус будущей мировой федерации: в 1987 году в ФИРА были приняты Парагвай, Чили, Соломоновы острова, Барбадос, Самоа, Тайвань, Гонконг и Аргентина (как ассоциированный член), в 1988 Нигерия, Сейшелы, США, Кения, Уганда и Танзания. Но ИРФБ организовал первый Чемпионат мира по регби и исход противостояния стал ясен.
В 1986 году африканские члены ФИРА (Марокко, Тунис, Кот-д’Ивуар и др.) основали региональную Африканскую конфедерацию регби (фр. Confédération africaine de rugby, CAR), продолжая при этом оставаться постоянными членами ФИРА.

### ФИРА-АЕР
Прием неевропейских членов продолжался ещё несколько лет, пока в 1994 году не прошли переговоры между ФИРА и ИРБ. По итогам переговоров Международный совет регби признавался в качестве мировой федерации: в 1995 делегат ФИРА был избран в Международный совет.
С 1995 по 1997 год ФИРА под эгидой ИРБ продолжает пропагандировать и распространять регби по всему миру. В то же время ФИРА концентрируется на идее европейской континентальной федерации: в 1994 и 1995 годах произошли изменения в уставе, а в 1999 году ФИРА была не только переименована в ФИРА-АЕР (фр. Fédération Internationale de Rugby Amateur – Association Européenne de Rugby, FIRA-AER), но и исключила всех неевропейских членов. В то же время в федерацию вступили Ирландия и Уэльс, а чуть позже Англия и Шотландия.

### Регби Европы
20 июня 2014 года на 92-й генеральной ассамблее ФИРА-АЕР в Сплите было принято решение о изменении названия организации на более простое — Rugby Europe.

## Международные соревнования
Главным европейским международным турниром является Кубок шести наций, он проводится каждый год в феврале и марте. В розыгрыше Кубка участвуют шесть сильнейших сборных Европы: Англия, Ирландия, Италия, Уэльс, Франция и Шотландия. Турнир проводится с 1883 года, и является старейшим международным турниром по регби. До включения в 2000 году в состав участников Италии назывался Кубок пяти наций.
Вторым по значимости международным турниром среди европейских стран является Чемпионат Европы по регби. Турнир разделён на 7 дивизионов (Чемпионат, Трофей, Конференция 1 (Север, Юг), Конференция 2 (Север, Юг) и Турнир развития), в каждом из которых играет по 5-6 команд, связанных общей системой повышений и выбываний.  Один розыгрыш чемпионата происходит в течение двух календарных лет, турнир проводится по двухкруговой схеме (каждая команда играет со всеми соперниками дома и в гостях).

### Другие международные соревнования
Мужчины
- Гран-При по регби-7

Женщины
- Кубок Европы по регби среди женщин
- Чемпионат Европы по регби-7 U18 среди женщин

Молодёжь
- Чемпионат Европы по регби U20
- Чемпионат Европы по регби U19
- Чемпионат Европы по регби U18
- Чемпионат Европы по регби U17

## Члены
По состоянию на январь 2024 года в Регби Европы состоит 47 национальных федераций, 6 из которых не являются членами ИРБ (Исландия, Косово, Лихтенштейн, Сан-Марино, Черногория, Эстония). В скобках указан год вступления в Регби Европы (ФИРА, ФИРА-АЕР). Члены-основатели выделены жирным.
- Андорра (1986)
- Австрия (1990)
- Англия (2002)
- Беларусь (2013)
- Бельгия (1934)
- Болгария (1967)
- Босния и Герцеговина  (1992)
- Венгрия (1990)
- Германия (1934)
- Грузия (1992)
- Дания (1971)
- Израиль (1981)
- Ирландия (1999)
- Исландия (2011)
- Испания (1934)
- Италия (1934)
- Кипр (2007)
- Косово (2021)
- Латвия (1992)
- Литва (1992)
- Лихтенштейн (2011)
- Люксембург (1976)
- Мальта (2000)
- Молдова (1992)
- Монако (1992)
- Нидерланды (1934)
- Норвегия (1998)
- Польша (1957)
- Португалия (1934)
- Россия (1975)
- Румыния (1934)
- Сан-Марино (2007)
- Сербия (1964)
- Словакия (2004)
- Словения (1992)
- Турция (2013)
- Украина (1991)
- Уэльс (1999)
- Финляндия (2000)
- Франция (1934)
- Хорватия (1992)
- Черногория (2014)
- Чехия (1934)
- Шотландия (2002)
- Швейцария (1974)
- Швеция (1958)
- Эстония (2010)

### Бывшие члены
- Аргентина (1996–1999)
- Армения (2002–2014)
- Барбадос (1987–1992)
- Бразилия (1991–1999)
- Венесуэла (1992–1999)
- ГДР (1956–1990)
- Гонконг (1987–1999)
- Греция (2005–2014)
- Заир (1992–1999)
- Зимбабве (1996–1999)
- Индия (1993–1999)
- Казахстан (1992–1999)
- Камерун (1994–1999)
- Каталония (1934–1939)
- Кения (1988–1990)
- Китайский Тайбэй (1987–1999)
- КНДР (1992–1997)
- Колумбия (1996–1999)
- Кот-д'Ивуар (1978–1999)
- Мадагаскар (?–1993)
- Марокко (1956–1999)
- Мексика (?–1997)
- Намибия (1991–1999)
- Нигерия (1988–1997)
- Парагвай (1987–1999)
- Самоа (1987–1992, 1994–1999)
- Сейшельские острова (1988–1997)
- Соломоновы острова (1987–1999)
- США (1988–1999)
- Таити (1993–1999)
- Танзания (1988–1990)
- Тунис (1975–1999)
- Уганда (1988–1990)
- Узбекистан (1992–1997)
- Уругвай (1991–1999)
- Чили (1987–1999)
- Южная Корея (1991–1997)